# Najazd Johna Browna
Najazd Johna Browna – wydarzenie polityczne w historii Stanów Zjednoczonych, mające miejsce 16 października 1859 roku w Harpers Ferry.

## Geneza
John Brown był zagorzałym abolicjonistą, który uważał, że jedyną możliwością obalenia niewolnictwa jest zbrojna insurekcja. Twierdził, że jest egzekutorem planu Bożego, którego celem jest przemaszerowanie całego Południa kraju, uwalnianie niewolników i stworzenie państwa dla Afroamerykanów. Po krwawiącym Kansas i sprawie Dreda Scotta, w 1856 roku Brown dokonał ataku w Pottawatomie (hrabstwo Franklin), gdzie zabił pięciu domniemanych zwolenników niewolnictwa. Uznano go wówczas za przestępcę, jednak abolicjoniści uważali go za bohatera. Postanowił wówczas się ukryć przed wymiarem sprawiedliwości i opracować plan dalszego działania.

## Atak na Harper’s Ferry
16 października 1859 roku, przy wsparciu około dwudziestu ludzi (czarnych i białych) najechał miejscowość Harper’s Ferry. W wyprawie wzięło udział trzech jego synów, lecz jego dotychczasowy zwolennik Frederick Douglass zrezygnował, zwracając uwagę, że magazyn jest zbyt łatwy do otoczenia. Oddział Browna dotarł do miasteczka, zabił burmistrza i zdobył, znajdujący się tam, magazyn broni. Niewolnicy jednak nie wsparli powstania, natomiast milicja stanowa i oddział piechoty morskiej z łatwością odbiły magazyn i stłumiły rebelię. Część napastników została zabita, natomiast resztę aresztowano i postawiono przed sądem. Brown i jego współpracownicy zostali oskarżeni o zdradę stanu Wirginia, spiskowanie oraz morderstwa i sąd wymierzył im karę śmierci. Po ogłoszeniu wyroku, Brown stwierdził, że nie czuł wyrzutów sumienia i nigdy nikogo nie nakłaniał do powstania. Egzekucję wykonano przez powieszenie 2 grudnia 1859 roku. Jego działania były finansowane przez wiodących abolicjonistów z Północy, a jego plany znało około stu osób, w tym sekretarz wojny.

## Konsekwencje i odbiór
Główni działacze abolicjonistycznej Partii Republikańskiej, Abraham Lincoln i William H. Seward potępili działanie Browna, nazywając je przestępstwami. Na Południu dominowały uczucia strachu wobec zagrożenia dla niewolnictwa i jego siłowego zwalczania. Północ kraju wyraziła poparcie dla Browna, co tylko pogłębiło przerażenie na Południu. Ponadto mieszkańcy stanów południowych byli przekonani, że republikanie wspierali działania Browna, co doprowadziło do decyzji o przyspieszeniu secesji, w przypadku zwycięstwa Partii Republikańskiej. Czołowi antyniewolniczy literaci i intelektualiści, tacy jak Ralph Waldo Emerson, Henry David Thoreau i John Greenleaf Whittier przedstawiali Browna jako bohatera. Także Cyprian Kamil Norwid zadedykował Brownowi dwa wiersze: „John Brown” i „Do obywatela Johna Braun”. Czarnoskórzy aktywiści W.E.B. Du Bois i Malcolm X, a także pisarka Alice Walker stawiali Johna Browna za wzór do naśladowania. Około 1861 roku, w momencie wybuchu wojny secesyjnej powstała pieśń marszowa „John Brown’s Body” śpiewana do melodii wykorzystanej później w „Battle Hymn of the Republic”. O wystąpieniu Johna Browna Stephen Vincent Benét napisał poemat John Brown’s Body, za który w 1929 roku otrzymał Nagrodę Pulitzera w dziedzinie poezji.